# Jörg Kilian
Jörg Kilian (* 25. März 1965 in Hornburg) ist ein deutscher Germanist.

## Leben
Von 1986 bis 1991 studierte er Deutsch, Geschichte und Politikwissenschaft für das Lehramt an Gymnasien an der TU Braunschweig. Nach der Promotion 1996 in Braunschweig und der Habilitation 2001 ebenda war er von 2006 bis 2007 Professor für deutsche Sprache und Literatur und ihre Didaktik mit dem Schwerpunkt Sprachwissenschaft/Sprachdidaktik an der Pädagogischen Hochschule Heidelberg. Seit 2007 ist er Professor für Deutsche Philologie / Didaktik der deutschen Sprache am Germanistischen Seminar der Christian-Albrechts-Universität zu Kiel.
Seine Forschungsschwerpunkte sind Wortschatz und lexikalische Semantik, Sprachkritik und Sprachnormenforschung und linguistische Dialogforschung in Wissenschaft und Unterricht.

## Schriften (Auswahl)
- Demokratische Sprache zwischen Tradition und Neuanfang. Am Beispiel des Grundrechte-Diskurses 1948/49. Tübingen 1997, ISBN 3-484-31186-X.
- Lehrgespräch und Sprachgeschichte. Untersuchungen zur historischen Dialogforschung. Tübingen 2002, ISBN 3-484-31233-5.
- Historische Dialogforschung. Eine Einführung. Tübingen 2005, ISBN 3-484-25141-7.
- mit Thomas Niehr und Jürgen Schiewe: Sprachkritik. Ansätze und Methoden der kritischen Sprachbetrachtung. Berlin 2016, ISBN 3-11-040181-9.